# Császár Antal
Császár Antal László (Putnok, 1958. október 11. –) magyar géplakatos, vállalkozó, politikus, országgyűlési képviselő. A pálinkafőzők országos egyesületének főtitkára.

## Életpályája

### Iskolái
Sajógalgócon és Putnokon járta ki az általános iskolát. 1976-ban végzett a Gábor Áron 102. sz. Ipari Szakképző Intézetben, mint géplakatos. 1978-ban a Zalka Máté Gépészeti és Gépgyártástechnológiai Szakközépiskola diákjaként gépész lett. 1979-ben a Zalka Máté Gépészeti és Gépgyártástechnológiai Szakközépiskolában gépkarbantartó-javító technikus lett. 1988-ban a 104. Ipari Szakmunkásképző Intézetben vájár lett. 1993-ban szeszfőzde vezető képesítést szerzett a Gödöllői Agrártudományi Egyetem vezető és továbbképző intézetben.

### Pályafutása
1979–1993 között a feketevölgyi bányaüzemben gépkarbantartó volt.1993-tól a tarcali szeszfőzdében pálinkafőző vállalkozó.

### Politikai pályafutása
1998-tól a Vállalkozók Pártja tagja, 2002–2006 között elnöke volt. 1999-től a Borsod-Abaúj-Zemplén megyei választmány elnöke. 2006–2010 között országgyűlési képviselő (2006–2008: Fidesz; 2008-: független) volt. 2006–2010 között a Környezetvédelmi bizottság tagja volt. 2008-ban kilépett a Fidesz-frakcióból.

## Családja
1980-ban házasságot kötött Balla Katalinnal. Két lánya van: Szabina (1982) és Eszter (1989).